# Rufuta carusoi
Rufuta carusoi är en kräftdjursart som beskrevs av Stefano Taiti och Franco Ferrara1981. Rufuta carusoi ingår i släktet Rufuta och familjen Eubelidae. Inga underarter finns listade i Catalogue of Life.